# Lamela (anatomía)

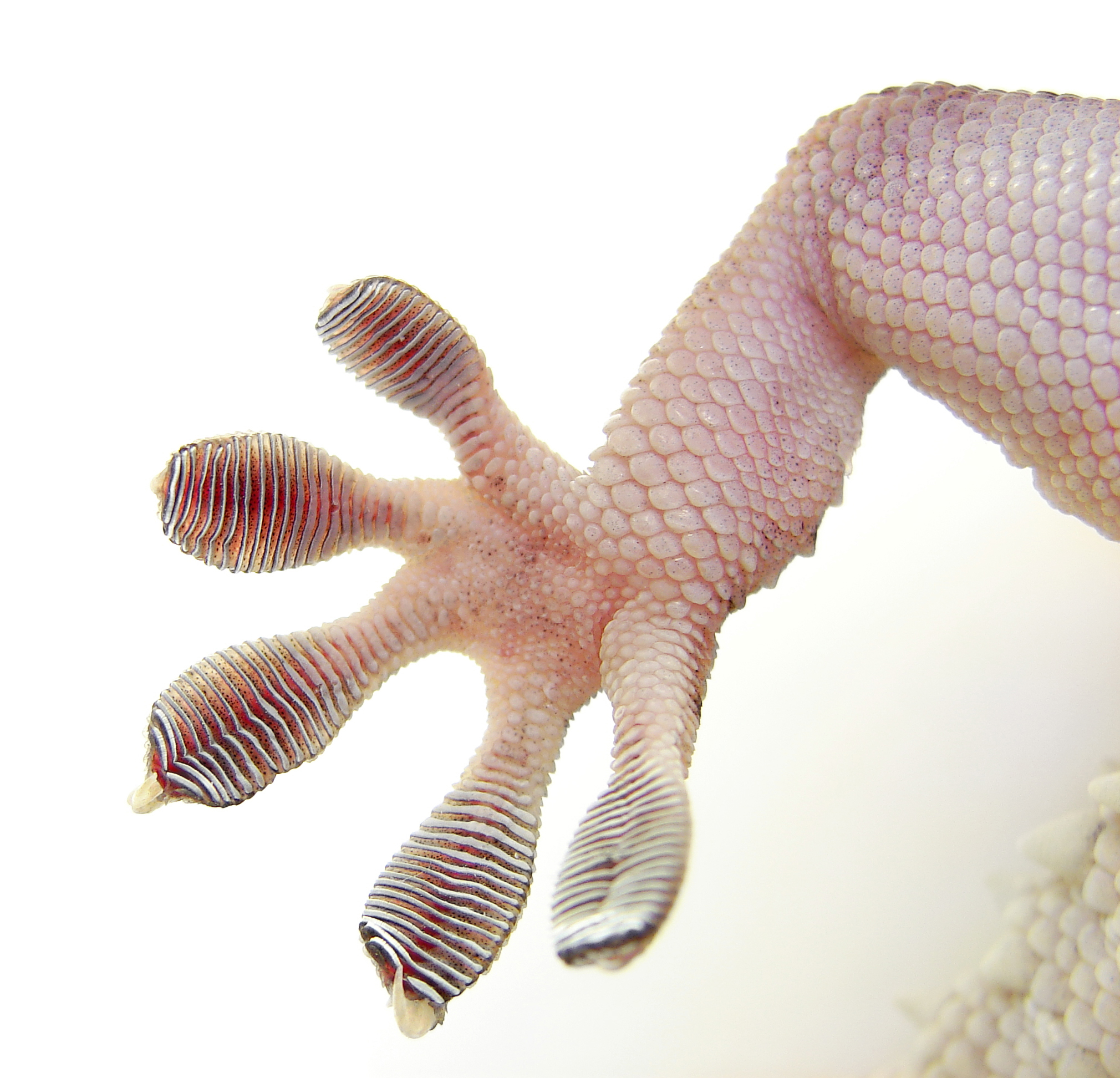
Laminillas en el pie de un gecko.

Una lamela es una estructura delgada en forma de placa con un área abierta entre ellas que se ve en la anatomía de la superficie de las células. También aparecen en otras funciones biológicas fuera de los órganos respiratorios, como la alimentación por filtración y las superficies de tracción de los geckos.

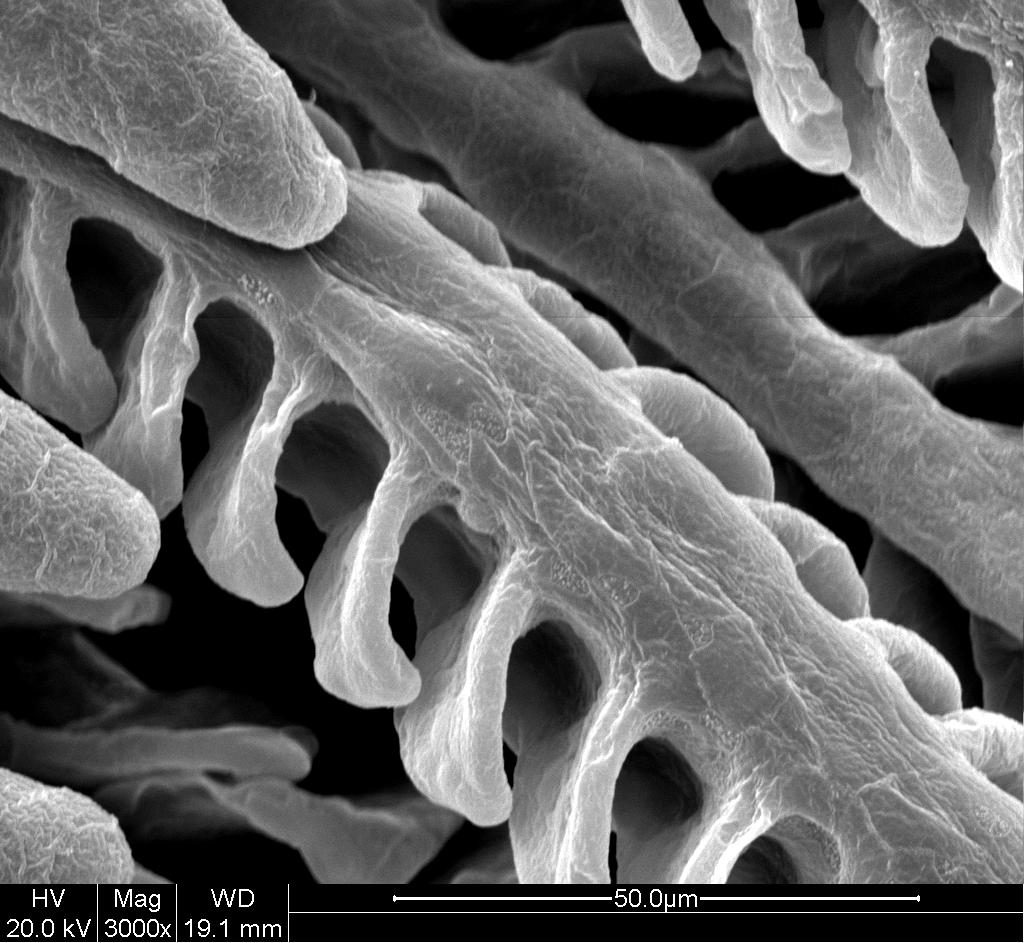
Imagen de microscopía electrónica de barrido del filamento branquial y las lamelas de una larva de atún aleta amarilla (Thunnus albacores) de 18 días de edad.

En los peces, las lamelas branquiales se utilizan para aumentar el área de superficie en contacto con el medio ambiente para maximizar el intercambio de gases (tanto para obtener oxígeno como para expulsar el dióxido de carbono) entre el agua y la sangre. En las branquias de los peces hay dos tipos de lamelas, primarias y secundarias. Las laminillas branquiales primarias (también llamadas filamentos branquiales) se extienden desde el arco branquial, y las laminillas branquiales secundarias se extienden desde las laminillas branquiales primarias. El intercambio de gases se produce principalmente en las laminillas branquiales secundarias, donde el tejido tiene un grosor notable de solo una capa celular. Además, el intercambio de gases a contracorriente en las lamelas branquiales secundarias maximiza aún más la absorción de oxígeno y la liberación de dióxido de carbono.